# FK Budućnost Banatski Dvor
FK Budućnost Banatski Dvor (Servisch: ФК Будућност Банатски Двор) was een Servische voetbalclub uit Banatski Dvor in de provincie Vojvodina.
De club werd opgericht in 1938. De club promoveerde in 2003 naar de hoogste klasse van Servië en Montenegro en werd dertiende op zestien clubs. Aangezien er vier clubs degraderen moest Budućnost meteen een stapje terugzetten. Troost dat jaar was wel een bekerfinale en een daarmee gepaard gaand Europees ticket voor de UEFA Cup. Het volgende seizoen werd de club kampioen en promoveerde weer. Dit keer werd een achtste plaats behaald. Na dit seizoen fusioneerde de club met Proleter Zrenjanin, een voormalige topclub in verval. Er werd een nieuwe naam aangenomen, Banat Zrenjanin en de club verhuisde naar Zrenjanin.

## Erelijst
- Beker van Servië & Montenegro
  - Finalist: 2004

## Europese wedstrijden
#Q = #kwalificatieronde, T/U = Thuis/Uit, W = Wedstrijd, PUC = punten UEFA coëfficiënten .
Uitslagen vanuit gezichtspunt FK Budućnost Banatski Dvor
| Seizoen | Competitie | Ronde | Land              | Club       | Totaalscore | 1e W    | 2e W    | PUC |
| ------- | ---------- | ----- | ----------------- | ---------- | ----------- | ------- | ------- | --- |
| 2004/05 | UEFA Cup   | Q     | Vlag van Slovenië | NK Maribor | 2-2 u       | 1-2 (T) | 1-0 (U) | 1.0 |

Totaal aantal punten voor UEFA coëfficiënten: 1.0